# Raymond Damadian
Raymond Damadian (armeni: Ռայմոնդ Վահան Դամատեան)  (Nova York, 16 de març de 1936 - Woodbury, 3 d'agost de 2022) era un metge estatunidenc d'origen armeni, i una de les primeres persones que va descobrir una relaxació diferencial de la RMN entre el teixit normal i el patològic.
Les seves investigacions sobre sodi i potassi en cèl·lules vives el van portar als seus primers experiments amb ressonància magnètica nuclear (RMN) que el van fer proposar per primera vegada l'escàner corporal de relaxació RMN el 1969. Va observar que els tumors i el teixit normal es poden distingir in vivo per ressonància magnètica nuclear (RMN) a causa dels seus temps de relaxació prolongats, tant T 1 (relaxació spin-retícula) com T ₂ (relaxació spin-spin). Va ser el primer a realitzar una exploració corporal completa d’un ésser humà el 1977 per diagnosticar el càncer. Va ser un dels individus i grups de recerca que treballaven per desenvolupar mètodes basats en la RMN per generar imatges del cos humà, un mètode que ara es coneix com a ressonància magnètica (RM).
Ha rebut uns quants premis. El 2001, el programa del premi Lemelson-MIT va atorgar a Damadian el seu premi Lifetime Achievement Award de 100.000 dòlars com l'home que va inventar l'escàner de ressonància magnètica. Va col·laborar amb Wilson Greatbatch, un dels primers desenvolupadors del marcapassos implantable, per desenvolupar un marcapassos compatible amb ressonància magnètica. L’Institut Franklin de Filadèlfia va reconèixer la tasca de RM de Damadian amb el Bower Award in Business Leadership. També va ser nomenat Home de l'any pels Knights of Vartan el 2003. Va rebre una Medalla Nacional de Tecnologia el 1988 i va ingressar al Saló de la Fama dels Inventors Nacionals el 1989.

## Biografia

### Primers anys
Raymond Vahan Damadian (armeni: Ռայմոնտ Վահան Տամատեան  ) va néixer a la ciutat de Nova York, en una família armènia. El seu pare Vahan era un fotogravador que havia emigrat de l'actual Turquia, mentre que la seva mare Odette (de soltera Yazedjian) era comptable. El 1956 es va llicenciar en matemàtiques a la Universitat de Wisconsin–Madison i el 1960 va obtenir un títol de doctor a l'Albert Einstein College of Medicine de la ciutat de Nova York. Va estudiar violí a Juilliard durant 8 anys, i va jugar a competicions de tennis de la Copa Davis júnior.
Va conèixer la seva futura dona, Donna Terry, mentre tenia feina com a entrenador de tennis. Ella el va convidar a la croada de Billy Graham de 1957 al Madison Square Garden, i ell va respondre a la crida a l'altar. Raymond i Donna es van casar un any després d'acabar la facultat de medicina, i van tenir tres fills. Raymond va dir que es va interessar per primera vegada per detectar el càncer quan, quan tenia 10 anys, va veure que la seva àvia materna, amb qui estava molt a prop, moria dolorosament d’un càncer de mama.

### Imatge de ressonància magnètica

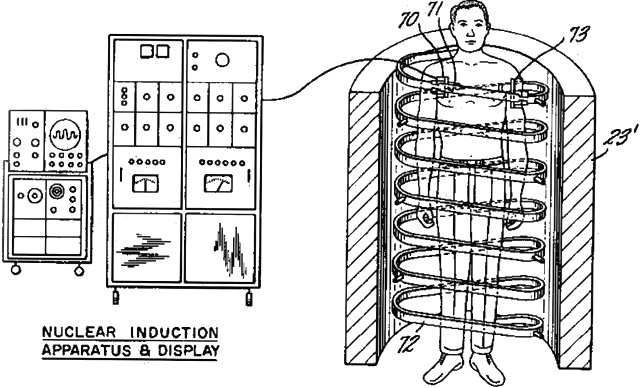
Raymond Damadian Aparell i mètode per detectar càncer en teixits.

Els primers treballs de Damadian sobre RMN es refereixen a la investigació dels ions de potassi dins de les cèl·lules. Va trobar que els temps de relaxació del potassi eren molt més curts en comparació amb les solucions aquoses d'ions de potassi. Això va suggerir que el potassi no era lliure sinó complexat amb contraions de càrrega fixa, tal com havia determinat anteriorment.
Ell i altres investigadors van investigar de manera independent els senyals d’1 H RMN a les cèl·lules i van trobar que els temps de relaxació eren molt més curts que en l'aigua destil·lada. Això era coherent amb l'ordenació d'una gran part de l'aigua per adsorció sobre superfícies macromoleculars. Damadian va predir que les cèl·lules canceroses tindrien temps de relaxació més llargs, tant a causa del desordre de les cèl·lules malignes com a causa dels seus nivells elevats de potassi, ja que els ions de potassi serien destructors a la fracció d'aigua ordenada.
En un article de 1971 a la revista Science, el professor Damadian del SUNY Downstate Medical Center va informar que els tumors es poden detectar in vivo per ressonància magnètica nuclear (RMN) a causa dels temps de relaxació molt més llargs que el teixit normal. Va suggerir que aquestes diferències es podrien utilitzar per detectar el càncer, fins i tot en les primeres etapes on seria més tractable, encara que investigacions posteriors trobaran que aquestes diferències, encara que reals, són massa variables per a finalitats diagnòstiques. Tanmateix, Damadian en el seu article fonamental només va afirmar que el seu mètode era una eina de detecció, sense afirmar que era una eina de diagnòstic, sinó que pretenia que proporcionés una forma no invasiva de detectar càncers i controlar l'eficàcia de la seva teràpia.
El 1974, va rebre la primera patent en el camp de la ressonància magnètica quan va patentar el concepte de RMN per detectar càncer després de presentar una sol·licitud el 1972. Com assenyala la National Science Foundation, La patent incloïa la idea d'utilitzar la RMN per escanejar el cos humà per localitzar teixit cancerós. No obstant això, no va descriure un mètode per generar imatges a partir d'una exploració d'aquest tipus ni com es podria fer aquesta exploració. Tanmateix, el reconeixement de Damadian que el temps de relaxació de la RMN es pot utilitzar per distingir diferents tipus de teixits i teixits malignes és el que fa que la MRI contrasti amb els tipus de teixits.
A la dècada del 1950, Herman Carr va informar de crear una imatge de ressonància magnètica (RM) unidimensional. Impulsat per l'informe de Damadian sobre els usos mèdics potencials de la RMN, Paul Lauterbur va ampliar la tècnica de Carr i va desenvolupar una manera de generar les primeres imatges de ressonància magnètica, en 2D i 3D, mitjançant gradients. Peter Mansfield de la Universitat de Nottingham va desenvolupar llavors una tècnica matemàtica que permetria que les exploracions triguessin segons en lloc d'hores i produís imatges més clares que les que tenia Lauterbur. Mentre Lauterbur i Mansfield es van centrar en els animals i les extremitats humanes, Damadian va construir la primera màquina de ressonància magnètica de cos sencer i va produir la primera exploració per ressonància magnètica (MRI) completa del cos humà, tot i que utilitzant una tècnica de camp focalitzat que difereix considerablement de la imatge moderna.
Segons un article del Wall Street Journal, els mètodes inicials de Damadian eren defectuosos per a un ús pràctic, basant-se en una exploració punt per punt de tot el cos i utilitzant taxes de relaxació, que va resultar no ser un indicador efectiu. de teixit cancerós. No obstant això, el mateix article assenyalava: No obstant això, la seva observació de les diferències T1 i T2 en el teixit cancerós va ser un moment Eureka per a Paul Lauterbur. A més, el document seminal de Damadian va documentar a la seva Taula 2 que els temps de relaxació de T1 eren diferents, més enllà de la incertesa experimental, en totes les seves mostres sobre diferents teixits sans: múscul recte, fetge, estómac, intestí prim, ronyó i cervell. Això va mostrar per primera vegada el camí cap a una imatge precisa dels teixits tous del cos; La imatge de raigs X va ser greument deficient per a l'anàlisi de teixits tous perquè la diferència d'absorció era tan petita (<4%). Així, quan en el cas judicial Fonar contra General Electric, els advocats de GE van fer la mateixa afirmació que els temps de relaxació també es van prolongar en teixits no cancerosos, per la qual cosa no eren un bon diagnòstic, els advocats de Fonar van respondre que era injust castigar Damadian perquè els seus mètodes van detectar encara més característiques del que havia previst. De fet, fins i tot avui, el 90% de les exploracions de ressonància magnètica dels pacients produeixen imatges que depenen de la relaxació, ja siguin imatges dependents de T1 o T2.

### Primera ressonància magnètica humana
El 3 de juliol de 1977 es va realitzar el primer examen corporal de ressonància magnètica a un ésser humà (la primera exploració humana la va realitzar l'equip de Peter Mansfield a Nottingham un any abans, al dit del seu també autor Andrew Maudsley). Va trigar gairebé cinc hores a produir una imatge: una exploració punt per punt de 106 vòxels del tòrax de Larry Minkoff. Les imatges eren rudimentàries per als estàndards moderns. Damadian, juntament amb els seus companys Larry Minkoff i Michael Goldsmith, van trigar set anys a arribar a aquest punt. Van anomenar la seva màquina original Indomable per capturar l'esperit de la seva lluita per fer allò que molts deien que no es podia fer, tot i que cap sistema mai utilitzaria el mètode de Damadian. La seva tècnica d'imatge mai es va convertir en un mètode pràcticament utilitzable i, per tant, mai s'ha utilitzat en la imatge de RM tal com la coneixem avui.
La seva patent va seguir després dels rumors que ja flotaven per tota la comunitat científica de la idea proposada per Lauterbur d'utilitzar la RMN in vivo (encara al cos humà, un dispositiu d'imatge). Tanmateix, el 1969, Damadian havia proposat prèviament la RMN com a mètode per a l'exploració externa de càncers interns al cos, és a dir, in vivo:
| « | Estic molt interessat en el potencial de l'espectroscòpia RMN per a la detecció precoç no destructiva de malalties internes. … Faré tots els esforços, jo mateix i a través de col·laboradors, per establir que tots els tumors es poden reconèixer pels seus temps de relaxació de potassi o per l'espectre de protons H2 O i procediré al desenvolupament d'instrumentació i sondes que es puguin utilitzar per escanejar el cos humà. externament per als primers signes de malignitat. La detecció de tumors interns durant els primers estats de la seva gènesi ens hauria d'apropar molt a l'eradicació total de la malaltia. | » |

Tot i que després resultaria irreproduible, en el seu article a Science de 1971, Damadian va mostrar diferents senyals de RMN per a tumors i diferents tipus de teixits:
| « | En principi, les tècniques de ressonància magnètica nuclear [RMN] combinen moltes de les característiques desitjables d'una sonda externa per a la detecció de càncer intern. | » |

Això va ser clarament influent, com va escriure Lauterbur el 1986:
| « | ... l'atenció de la comunitat mèdica va ser atreta per primera vegada per l'informe de Damadian que uns quants tumors animals tenen temps de relaxació de protons d'aigua notablement llargs. ... fins i tot els teixits normals llargs difereixen notablement entre ells en els temps de relaxació de la RMN, i em vaig preguntar si hi podria haver alguna manera de mapejar de manera no invasiva aquestes quantitats dins del cos. | » |

Així, va ser el descobriment de temps de relaxació fortament variants el que va portar a Lauterbur a la recerca de representar gràficament aquestes diferències de temps de relaxació. Sense aquestes diferències, desconegudes fins a l'obra de Damadian, no hi hauria res amb què fer una imatge. D'aquí un llibre sobre la història de la ressonància magnètica, que incloïa capítols tant sobre Damadian com Lauterbur, capítol 8 titulat Raymond V. Damadian: Originator of the Concept of Whole-Body RMN Scanning (MRI) and Discoverer of the RMN Tissue Relaxation Differences That Made It. Possible. El llibre va assenyalar la importància d'ambdós homes:
Gràcies a les contribucions del Dr. Raymond Damadian i el Dr. Paul Lauterbur, la ressonància magnètica s'ha convertit en l'eina de diagnòstic més potent i fiable de la medicina...
Milions de persones a tot el món gaudeixen d'una millor qualitat de vida i moltes vides s'han salvat, gràcies a les contribucions de Damadian i Lauterbur.
L'exploració de RMN va resultar de dos passos essencials. Van ser preses pels dos grans pioners de la ressonància magnètica d'aquest volum, el doctor Raymond Damadian i el doctor Paul Lauterbur. El Dr. Damadian va proporcionar el primer pas, el descobriment de les diferències de senyal de RMN dels teixits a partir de les quals es fa la imatge i el primer concepte d'un escàner corporal de RMN que utilitzaria aquestes diferències de senyal per detectar malalties al cos humà. El Dr. Lauterbur va proporcionar el següent pas de visualitzar aquestes diferències de senyal com a imatge i va proporcionar el primer mètode per adquirir aquests senyals a velocitats pràctiques. No sembla probable que la ressonància magnètica hagi pogut passar sense els passos clau aportats per tots dos científics.

Sense el descobriment de Damadian, no es podria saber que malalties greus com el càncer es podrien detectar mitjançant un escàner de RMN o que els senyals de RMN dels teixits posseïssin un contrast suficient per crear imatges útils mèdicament. Sense la contribució de Lauterbur, el desenvolupament d'un mètode pràctic per visualitzar aquestes diferències de senyal com a imatge podria haver-se produït de manera molt menys eficient. A més, l'increïble quantitat de valentia i pugnacitat mostrada per Damadian, treballant sol amb només dos estudiants, sense cap beca consistent, el va portar a fer la major part del desenvolupament del seu sistema com a home fet a si mateix aprenent quan ho requereixi, electrònica, mecanitzat., soldadura i moltes altres tecnologies per tal de construir el seu primer prototip, és exemplar per a qualsevol investigador. Això s'ha de comparar amb les condicions laborals de Lauterbur o Mansfield, ambdós treballant amb un finançament còmode en laboratoris espaiosos amb molts companys i estudiants. Almenys des del punt de vista del mèrit, l'obra de Damadian, en efecte, és considerable…
Reconeixent els seus èxits, el president dels Estats Units va atorgar conjuntament al Dr. Damadian i al Dr. Lauterbur el més alt honor en tecnologia del país, la Medalla Nacional de Tecnologia, pel desenvolupament de la ressonància magnètica. En presentar el premi el 15 de juliol de 1988, el president Ronald Reagan va citar els dos científics per les seves contribucions independents en concebre i desenvolupar l'aplicació de la tecnologia de ressonància magnètica a usos mèdics, incloent l'escaneig de cos sencer i la imatge de diagnòstic.
La màquina de Damadian es troba ara a la Smithsonian Institution. Fins al 1982, hi havia un grapat d'escàners de ressonància magnètica a tots els Estats Units; avui n'hi ha milers.

### Corporació Fonar
El 1978, Damadian va formar la seva pròpia empresa, Fonar (que significava Ressonància magnètica nuclear focalitzada en el camp), per a la producció d'escàners de ressonància magnètica, i el 1980, va produir el primer comercial. La tecnologia de camp centrat de Damadian va resultar significativament menys eficient i més lenta que l'enfocament de gradient de Lauterbur. El seu escàner, anomenat Indomable, no es va vendre. Fonar finalment va abandonar la tècnica de Damadian a favor dels mètodes adoptats per Lauterbur i Mansfield. Damadian i Fonar van fer complir els drets d'autor sobre les patents que tenia Damadian. Es van acordar amb moltes grans empreses, però un cas contra General Electric va ser al Circuit Federal, que va confirmar una sentència de 129 milions de dòlars contra GE per violació de les patents de Damadian. Damadian va dir que els diners de la sentència es van tornar tots a Fonar amb finalitats d'investigació i desenvolupament.
Damadian va ser el major accionista de la companyia, amb un 8% de les accions per valor de 6,5 milions de dòlars. Tot i ser propietari només del 8% de les accions, va mantenir gairebé el 100% del control de l'empresa mitjançant una classe separada d'accions (Classe C) que només Damadian controlava el 2007. Damadian va col·laborar més tard amb Wilson Greatbatch, un dels primers desenvolupadors del marcapassos implantable, per desenvolupar un marcapassos compatible amb la ressonància magnètica. Va inventar un sistema de ressonància magnètica stand-up i té 15 centres d'exploració de ressonància magnètica als Estats Units. Hi ha diversos centres de ressonància magnètica independents que utilitzen aquesta tecnologia tant als EUA com a tot el món. L'empresa va concebre i va construir la primera ressonància magnètica multiposicional vertical del món, que va ser reconeguda com a Invenció de l'any l'any 2007 per la Fundació Educativa de l'Associació de Propietaris de la Propietat Intel·lectual.
Damadian va ser el major accionista de la companyia, amb un 8% de les accions per valor de 6,5 milions de dòlars. Tot i ser propietari només del 8% de les accions, va mantenir gairebé el 100% del control de l'empresa mitjançant una classe separada d'accions (Classe C) que només Damadian controlava el 2007. Damadian va col·laborar més tard amb Wilson Greatbatch, un dels primers desenvolupadors del marcapassos implantable, per desenvolupar un marcapassos compatible amb la ressonància magnètica. Va inventar un sistema de ressonància magnètica stand-up i té 15 centres d'exploració de ressonància magnètica als Estats Units. Hi ha diversos centres de ressonància magnètica independents que utilitzen aquesta tecnologia tant als EUA com a tot el món. L'empresa va concebre i va construir la primera ressonància magnètica multiposicional vertical del món, que va ser reconeguda com a Invenció de l'any l'any 2007 per la Fundació Educativa de l'Associació de Propietaris de la Propietat Intel·lectual.

## Creacionisme
Damadian va ser un cristià de tota la vida. En el debat Bill Nye-Ken Ham del 4 de febrer de 2014, Damadian va ser un dels científics que es van gravar en vídeo professant una creença en el creacionisme jove de la Terra per citar el president de Answers in Genesis, Ken Ham.

### Mort
Damadian va morir el 3 d'agost de 2022 a l'edat de 86 anys per una aturada cardíaca.